# Lesterps
Lesterps (okzitanisch L’Esterp) ist ein Ort und eine Gemeinde mit 440 Einwohnern (Stand 1. Januar 2022) im westfranzösischen Département Charente in der Region Nouvelle-Aquitaine. Die Gemeinde besteht aus mehreren Weilern (hameaux) und Einzelgehöften.

## Lage
Der Ort Lesterps liegt in einer Höhe von etwa 225 m ü. d. M. im Osten des Départements etwa 5 km südwestlich der Grenze zum Département Haute-Vienne. Der Ort gehört zur alten Kulturlandschaft des Angoumois, einem Teil der Landschaft der Charente und ist etwa 75 km (Fahrtstrecke) in nordöstlicher Richtung von der Stadt Angoulême bzw. nur etwa 48 km in nordwestlicher Richtung von der Stadt Limoges entfernt.

## Bevölkerungsentwicklung
| Jahr      | 1800 | 1851 | 1901 | 1954 | 1999 | 2013 |
| Einwohner | 1510 | 1361 | 1413 | 906  | 594  | 496  |

Der kontinuierliche Bevölkerungsrückgang im 20. Jahrhundert ist im Wesentlichen auf die Folgen der Reblauskrise im Weinbau und der zunehmenden Mechanisierung der Landwirtschaft zurückzuführen.

## Wirtschaft
Der Ort und seine Umgebung waren jahrhundertelang landwirtschaftlich geprägt; die meisten Menschen lebten als Selbstversorger. Im Ort selbst ließen sich Handwerker und Kleinhändler nieder, denen die mittelalterliche Abtei eine dauerhafte Beschäftigung bot. Im ausgehenden Mittelalter und in der frühen Neuzeit wurde der Weinbau vorangetrieben, der jedoch – nach der Reblauskrise im ausgehenden 19. und beginnenden 20. Jahrhundert – keine große Bedeutung mehr hat. Seit den 1960er Jahren spielt der Tourismus in Form der Vermietung von Ferienwohnungen (gîtes) eine nicht unbedeutende Rolle im Wirtschaftsleben der Gemeinde.

## Geschichte
In der Zeit der römischen Herrschaft über Gallien führte eine Römerstraße als Verbindung zur Via Agrippa durch das Gemeindegebiet.
Um das Jahr 980 wurde die Benediktinerabtei (später ein Augustiner-Kloster) gegründet, die wichtige Anstöße zur Entstehung bzw. Entwicklung des Ortes und der Region gab; von ihr hingen zahlreiche Prioratskirchen ab. Bis zum 11. Jahrhundert gehörte der Ort zur historischen Provinz Limousin, dann zum Angoumois. Lesterps lag an einer Nebenstrecke des Jakobswegs. In der Zeit des Hundertjährigen Krieges (1337–1453) und der Hugenottenkriege (1562–1598) wurde die Abtei wiederholt angegriffen und zerstört.

## Sehenswürdigkeiten

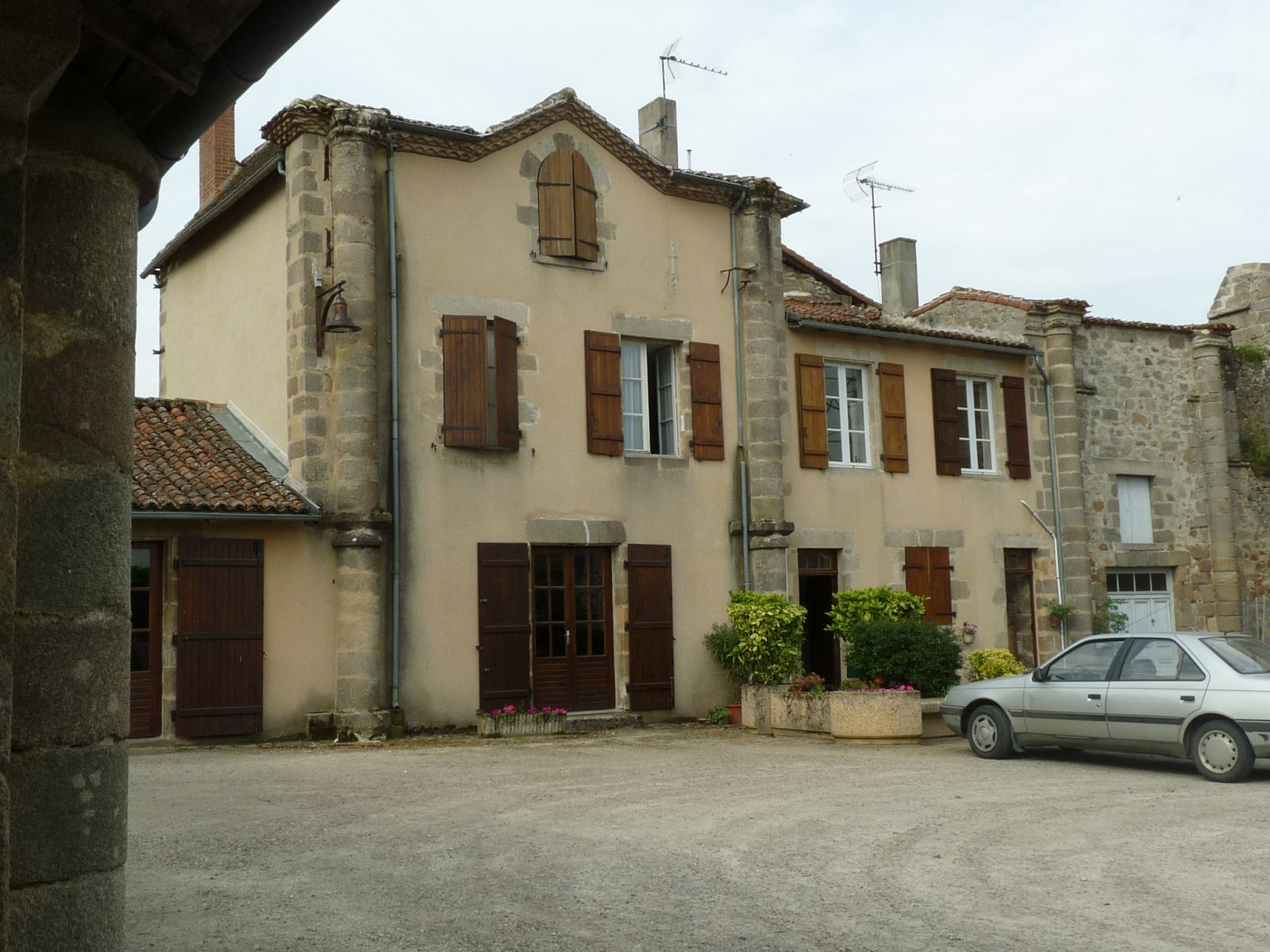
Häuser mit Säulen

- Die heutige Pfarrkirche Saint-Pierre ist der letzte erhaltene Teil der mittelalterlichen Abtei. Der 43 m hoch aufragende Glockenturm zeigt im Erdgeschoss ein dreiportaliges Triumphbogenschema; dahinter befindet sich ein dreischiffiger tonnengewölbter Narthex mit archaisch wirkenden Kapitellen. Die Ostteile der Kirche  mitsamt der Apsis stürzten im Jahr 1815 ein und wurden einige Jahrzehnte später durch Paul Abadie gänzlich abgetragen und erneuert. Zwei romanische Kapitelle und drei mit Figurenreliefs versehene Rundscheiben, die von der Bildhauerkunst des Angoumois beeinflusst sind (z. B. Cellefrouin oder Lichères), sind noch erhalten und an der Wand des südlichen Seitenschiffs angebracht. Der Bau ist bereits seit dem Jahr 1862 als Monument historique anerkannt.[2]
- In einem restaurierten dreigeschossigen Fachwerkhaus (Maison du Patrimoine) in unmittelbarer Nachbarschaft zur Abtei befindet sich eine Ausstellung zur Geschichte und Bedeutung des mittelalterlichen Klosters.
- An einigen Gebäuden eines kleinen Platzes finden sich noch die Säulen des Langhauses der Abteikirche.
- Eine einfache, aber mit einem spätgotischen Kielbogenportal versehene Kapelle befindet sich auf dem örtlichen Friedhof.
- Ein etwa zehn Meter hoher Erdhügel verweist auf die Existenz einer frühmittelalterlichen Wehranlage (motte).

## Persönlichkeit
- Marie Mayoux (1878–1969), Pazifistin